# Precis staudingeri
Precis staudingeri är en fjärilsart som beskrevs av Herman Dewitz 1879. Precis staudingeri ingår i släktet Precis och familjen praktfjärilar. Inga underarter finns listade i Catalogue of Life.